# Protomedeia chelata
Protomedeia chelata är en kräftdjursart som beskrevs av Kudrjaschov 1965. Protomedeia chelata ingår i släktet Protomedeia och familjen Isaeidae. Inga underarter finns listade i Catalogue of Life.